# Brion (bateau)
Pour les articles homonymes, voir Brion.
Le brion (ou ringeot) est la partie de la coque d'un bateau située entre l'étrave et la quille. C'est à cet endroit que se situe un éventuel bulbe d'étrave. Cette pièce est spécialement renforcée sur les brise-glace afin de soutenir les efforts induits par la navigation dans les glaces.
Le brion désignait au XIVe siècle la partie basse de l'assemblage de bois formant l'étrave
Le brion est la pièce de bois qui ajuste et maintient le bas de l'étrave à la quille du bateau.

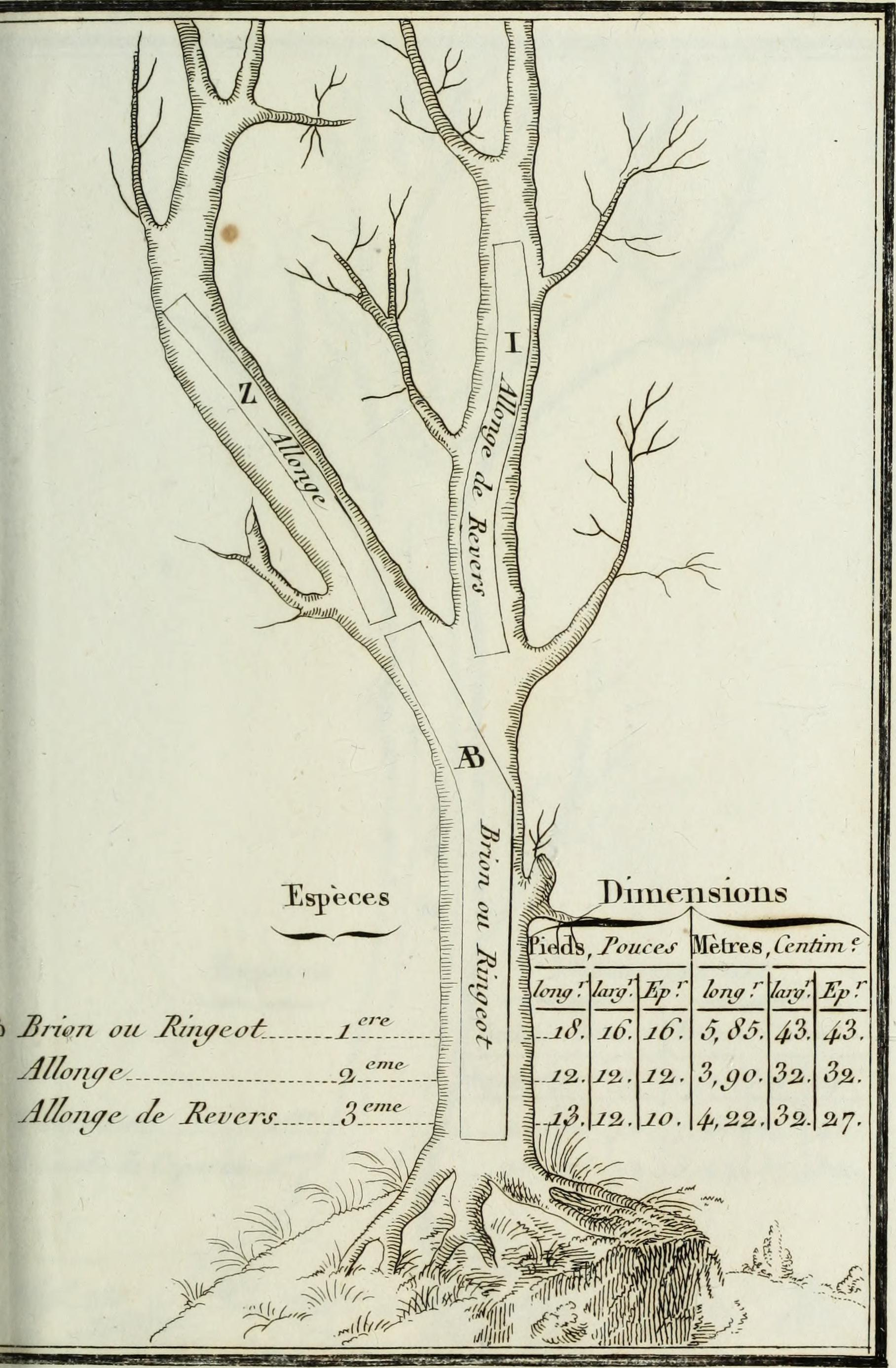
Louis Joseph Marie Achille Goujon, Des bois propres aux constructions navales, manuel à l'usage des agents forestiers et maritimes. Brion ou ringeot; allonge; allonge de revers
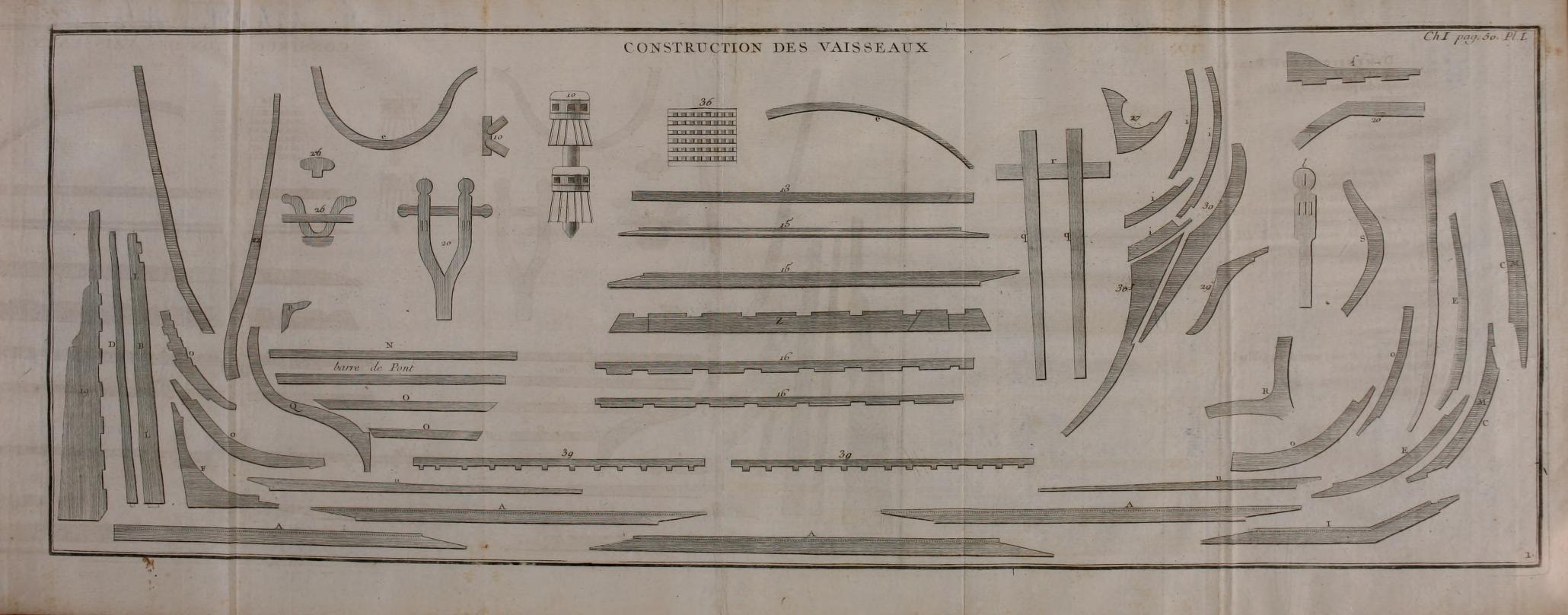
Nicolas Ozanne. Construction des vaisseaux. Membre du vaisseau détachés les uns des autres. I – brion ou ringeot